# 日本国憲法第40条
日本国憲法第40条（にほんこく（にっぽんこく）けんぽうだい40じょう）は、日本国憲法の第3章にある条文で、刑事補償を受ける権利について規定している。その細則は刑事補償法（昭和25年法律第1号）に定められている。

## 条文
日本国憲法、e-Gov法令検索。

第四十条何人も、抑留又は拘禁された後、無罪の裁判を受けたときは、法律の定めるところにより、国にその補償を求めることができる。

## 解説
- 大日本帝国憲法に同様の規定はない。これは、「国家無答責の法理」あるいは国家の無謬性に基づくとされる。もっとも、1931年（昭和6年）には、刑事補償法（昭和6年法律第60号）により、恩恵的施策として刑事補償が行われた。
- 抑留とは、逮捕・拘引後の留置のような一時的な拘束であり、拘禁とは、勾留・刑の執行のための拘置のような継続的な拘束である。
- 刑事補償は、刑事裁判の遂行という国の適法な行為により人身の自由を奪われた者に対し、相応の補償を行い、もって公平の要請を満たすことを目的とする。したがって、刑事補償の性格は、憲法第17条の「賠償」と異なり、憲法第29条第3項の「補償」と同じくする。

## 沿革

### 大日本帝国憲法
なし

### GHQ草案
なし

### 憲法改正草案要綱
なし

### 憲法改正草案
なし

## 関連訴訟・判例
最大決昭和31年12月24日
不起訴となった事実に基づく抑留・拘禁であっても、実質上は無罪となった事実についての抑留・拘禁であると認められるときには、その部分につき本条にいう「抑留又は拘禁」に当たる。
最一決昭和35年6月23日
「無罪の裁判」に犯罪後の法令廃止による免訴の裁判は含まれない。
最三決平成3年3月29日
「無罪の裁判」に少年審判における不処分決定（少年法第23条第2項）は含まれない。

## 関連条文
- 日本国憲法第17条 - 国及び公共団体の賠償責任
- 日本国憲法第29条 - 財産権

## 他の国々の場合
- アメリカ憲法に同様の規定はない。もっとも、1938年に刑事補償を認める連邦法が制定され、1948年6月にこれが改正されて適用されている。